# Хак, Фазлул
Мухаммад Фазлул Хак (бенг. মুহাম্মদ ফজলুল হক; 30 июня 1938 — 16 ноября 2023) — политический деятель Бангладеш. Бывший судья Верховного суда Бангладеш; в 2007 году работал советником беспартийного временного правительства Бангладеш.

## Биография
Фазлул Хак был назначен одним из десяти советников беспартийного временного правительства Бангладеш под руководством президента и главного советника Яджуддина Ахмеда 31 октября 2006 года, что эквивалентно по должности правительственному министру, имеющему несколько портфелей.
Во время политического кризиса в конце 2006 года, когда главный советник действовал по собственному усмотрению и решил провести выборы в любом случае, даже если «Авами лиг» не будет участвовать, судья Фахлул Хак вместе с другими советниками неоднократно безрезультатно проводил встречи с лидерами партии, чтобы гарантировать справедливые выборы 22 января 2007 года, хотя он не ушёл в отставку вслед за четырьмя советниками в знак протеста против политики главного советника.
Когда главный советник наконец согласился уйти в отставку 11 января 2007 года, Фазлул Хак был назначен новым главой временного правительства до тех пор, пока не будет подобрана кандидатура. Его сменил Фахруддин Ахмед через день, 12 января, что завершило самый короткий срок пребывания на посту главы правительства Бангладеш.
В 2007 и 2008 годах находился под следствием и обвинялся Антикоррупционной комиссией в скандале о взяточничестве, который длился как минимум до 2010 года.